# Tacca chantrieri
Tacca chantrieri André, 1901 è una pianta della famiglia Dioscoreaceae.

## Descrizione
Ha fiori di solito neri, a volte bianchi o marroni sempre con una forma che ricorda un pipistrello. Da quelli partono dei lunghi filamenti neri. Le foglie sono grandi e lucide.

## Distribuzione e habitat
La specie è diffusa nel sud della Cina e nella penisola indocinese.

## Coltivazione
Può crescere fino a 0,9 m se nelle condizioni giuste di umidità. Cresce meglio se tenuta in zone ombreggiate.